# Swiss Golf Bubikon
Swiss Golf Bubikon is een Zwitserse golfclub in Bubikon, ten ZO van Zürich.
De oprichter is Walta Künzi, die boerenland van zijn ouders had geëerfd. Nadat er een weg doorheen getrokken was, liep het boerenbedrijf slecht en zocht hij een andere bestemming voor het land.
In 1989 opende hij de drivingrange. Zeven jaar later werd de golfclub opgericht en waren er zes holes, in 1997 waren er negen holes. Er zijn drie oefengreens, waarvan er eentje van Astro-Turf is gemaakt, zodat die het gehele jaar bespeelbaar is.
In 1998 werd de golf lid van de Zwitserse Golf Federatie.
Het is de eerste openbare baan in Zwitserland geworden. De jeugdafdeling heeft 130 deelnemers, waarvan 70 lid zijn van de club. De club heeft twee nationale spelers voortgebracht: Ken Benz, winnaar van het Omnium van Zwitserland 2008 en Rebecca Huber.